# جامعة سوهاج الأهلية
جامعة سوهاج الأهلية هي جامعة أهلية غير هادفة للربح وتهتم بالتميز في التعليم والبحث العلمي وتدعمها الدولة وتوجد في مدينة سوهاج الجديدة، مصر.

## النشأة
في 31 ديسمبر 2019، وافق مجلس جامعة سوهاج على إنشاء فرع للجامعة الأهلية لأول مرة بسوهاج، والتى تقبل الحاصلين على الثانوية العامة والأزهرية والشهادات الأجنبية بمجموع 60 % أدبي و70% علمي علوم ورياضيات، وتمنح درجة البكالوريوس في الحاسبات وتكنولوجيا المعلومات، وفي إدارة الأعمال في تخصصات المحاسبة والتمويل والاستثمار والتسويق.
في 13 إكتوبر 2020، استقبل رئيس جامعة سوهاج وفد من الهيئة الهندسية للقوات المسلحة والإدارة الهندسية لوزارة التعليم العالي، وذلك لمعاينة موقع جامعة سوهاج الأهلية، والتي سيتم إنشائها بالمقر الجديد للجامعة بمدينة سوهاج الجديدة.
في 14 فبراير 2021، عقد رئيس جامعة سوهاج، اجتماعاَ تحضيرياَ لمناقشة إعداد لوائح برامج جامعة سوهاج الأهلية، استعداداَ لعرضها على المجلس الأعلى للجامعات بحضور عمداء كليات الطب البشري، الصيدلة، التمريض، الهندسة، الآداب، الألسن، الآثار، الحاسبات والمعلومات.

## الموقع
موقع إنشاء جامعة سوهاج الأهلية الجديدة يوجد في الحرم الجامعي الجديد، بمدينة سوهاج الجديدة علي مساحه 60 فدان.

## الكليات
تضم جامعة سوهاج الأهلية 8 كليات:
- الهندسة والبترول.
- الذكاء الاصطناعي.
- العلوم
- علوم الحاسب.
- الطب والجراحة.
- العلاج الطبيعي.
- طب الفم والأسنان.
- تكنولوجيا العلوم الصحية التطبيقية.
- الفنون والإعلام الرقمي واللغات.